# Alchemilla nemoralis
Alchemilla nemoralis är en rosväxtart som beskrevs av Vasilij Vasiljevitj Alechin. Alchemilla nemoralis ingår i släktet daggkåpor, och familjen rosväxter. Inga underarter finns listade i Catalogue of Life.